# آزادراه ام۶۹

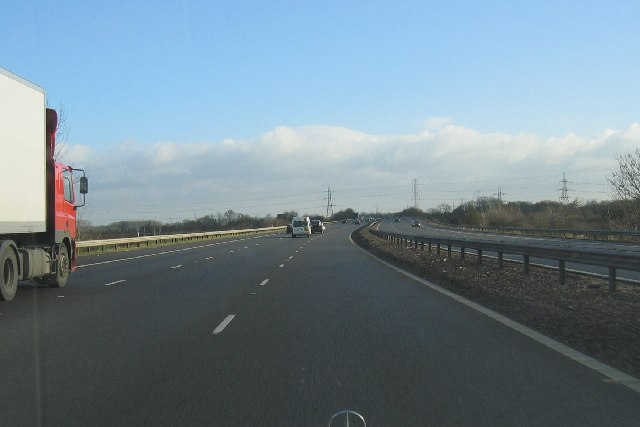
آزادراه ام۶۹

آزادراه ام۶۹ (به انگلیسی: M69 motorway) یک آزادراه در کشور انگلستان است.
این آزادراه که از شهر لستر شروع میشود، ۲۵.۳ کیلومتر (۱۵.۷ مایل) مسافت دارد و از شهرهای مهمی مانند نانیتون و هینکلی عبور میکند.